# Wheldrake
Wheldrake is een civil parish in het bestuurlijke gebied City of York, in het Engelse graafschap North Yorkshire met 2107 inwoners.